# Patteson Nickalls
Patteson Womersley Nickalls (St. Kilda, 23 januari 1876 - Rugby, 10 september 1946) was een Brits polospeler.

## Biografie
Nickalls nam deel aan de Olympische Zomerspelen van 1908 in Londen als lid van de Britse nationale poloploeg. Hij en zijn ploeg behaalden de gouden medaille.

## Belangrijkste resultaten

### Olympische Zomerspelen
| Jaar | Plaats | Discipline | Resultaat |
| ---- | ------ | ---------- | --------- |
| 1908 | Londen | polo       | Goud      |

1900: Beresford, Daly, Keene, Mackey, Rawlinson ·
1908: C. Miller, G. Miller, Nickalls, Wilson ·
1920: Barrett, Lockett, Melvill, Wodehouse ·
1924: Kenny, Miles, Naylor, Nelson, Padilla
1936: Andrada, Cavanagh, Duggan, Gazzotti